# Sainthia
Sainthia – miasto we wschodnich Indiach, w stanie Bengal Zachodni, w gminie Suri Sadar, położone ok. 200 km od Kalkuty, nieopodal granicy z Bangladeszem.

## Demografia
Według statystyk z 2001 miasto zamieszkiwało 39,244. 51% mieszkańców stanowili mężczyźni, 49% to kobiety. Przeciętna liczba umiejących pisać i czytać to około 66%, przy krajowej średniej wynoszącej około 59,5%. Według danych umie czytać i pisać 73% mężczyzn i 59% kobiet.